# Ronde van Gabon 2008
De Derde Ronde van Gabon werd gehouden van 16 tot en met 20 januari 2008. Eindwinnaar werd de Fransman Lilian Jégou van Française des Jeux
| Etappe | Start      | Finish      | Afstand | Winnaar             | Land               | Leider       | Land               |
| ------ | ---------- | ----------- | ------- | ------------------- | ------------------ | ------------ | ------------------ |
| 1      | Akieni     | Franceville | 94 km   | Rony Martias        | Vlag van Frankrijk | Rony Martias | Vlag van Frankrijk |
| 2      | Mouana     | Ngouoni     | 121 km  | Stéphane Bonsergent | Vlag van Frankrijk | Lilian Jégou | Vlag van Frankrijk |
| 3      | Bongobille | Moanda      | 100 km  | Maxime Vantomme     | Vlag van België    | Lilian Jégou | Vlag van Frankrijk |
| 4      | Lambaréné  | Kango       | 149 km  | Rony Martias        | Vlag van Frankrijk | Lilian Jégou | Vlag van Frankrijk |
| 5      | Kango      | Libreville  | 130 km  | Jean-Luc Delpech    | Vlag van Frankrijk | Lilian Jégou | Vlag van Frankrijk |

## Eindklassement
| rang | renner              | land        | ploeg              | tijd        |
| ---- | ------------------- | ----------- | ------------------ | ----------- |
| 1    | Lilian Jégou        | Frankrijk   | Française des Jeux | 12u54'47"   |
| 2    | Yann Pivois         | Frankrijk   | Bretagne Armor Lux | op 17"      |
| 3    | Rony Martias        | Frankrijk   | Bouygues Télécom   | op 2'06"    |
| 4    | Nicholas White      | Zuid-Afrika | MTN Microsoft      | op 2'15"    |
| 5    | Anthony Roux        | België      | Française des Jeux | op 2'34"    |
| 6    | Giovanni Bernaudeau | Frankrijk   | Bouygues Télécom   | op 2'38"    |
| 7    | James Vanlandschoot | België      | Mitsubishi-Jartazi | op 3'30"    |
| 8    | Malcolm Lange       | Zuid-Afrika | MTN Microsoft      | op 3'43"    |
| 9    | Stéphane Bonsergent | Frankrijk   | Bretagne Armor Lux | op 7'16"    |
| 10   | Mikaël Cherel       | Frankrijk   | Française des Jeux | op 7'33"    |
| 72   | Arnaud Ontsassi     | Gabon       | Gabon 1            | op 1u22'07" |

## Nevenklassementen
| klassement     | renner              | land        | ploeg              |
| -------------- | ------------------- | ----------- | ------------------ |
| Punten         | Rony Martias        | Frankrijk   | Bouygues Télécom   |
| Sprints        | Neil McDonald       | Zuid-Afrika | MTN Microsoft      |
| Bergen         | Stéphane Bonsergent | Frankrijk   | Bretagne Armor Lux |
| Jongere        | Anthony Roux        | Frankrijk   | Française des Jeux |
| Strijdlust     | Sébastien Duret     | Frankrijk   | Bretagne Armor Lux |
| Beste Afrikaan | Adil Jelloul        | Marokko     | Marokko            |
| Beste Gabonees | Frédéric Obiang     | Gabon       | Gabon 1            |

## Deelnemende ploegen
Aan deze editie van de Ronde van Gabon namen 15 ploegen deel:
- Zuid-Afrika,  Zuid-Afrika
- Mitsubishi-Jartazi,  België
- Burkina Faso,  Burkina Faso
- Kameroen,  Kameroen
- Ivoorkust,  Ivoorkust
- Bouygues Télécom,  Frankrijk
- Française des Jeux,  Frankrijk
- Bretagne Armor Lux,  Frankrijk
- Le Cyclo Club Sogent-sur-Oise,  Frankrijk
- Gabon 1,  Gabon
- Gabon 2,  Gabon
- Libië,  Libië
- Differdange Apiflo,  Luxemburg
- Marokko,  Marokko
- Senegal,  Senegal

2006 · 2007 · 2008 · 2009 · 2010 · 2011 · 2012 · 2013 · 2014 · 2015 · 2016 · 2017 · 2018 · 2019 · 2020 · 2023